# Gleb Vseslavitsj

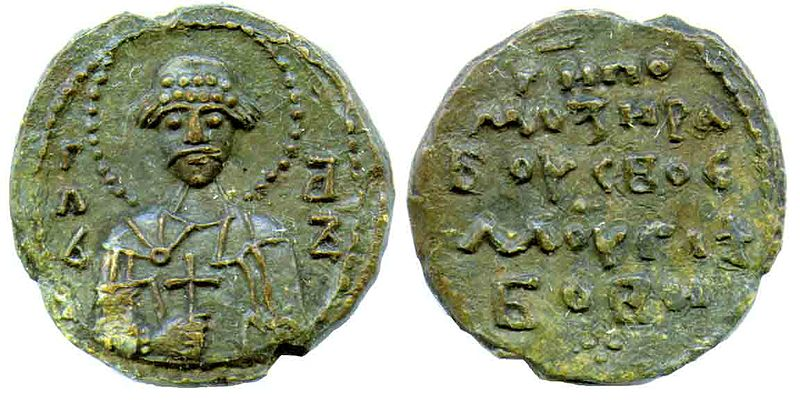
Munt van Gleb Vseslavitsj

Gleb Vseslavitsj (Russisch: Глеб Всеславич, Wit-Russisch: Глеб Усяславіч, Gleb Oesjaslavitsj)  (ca. 1070 - Kiev, 13 november 1119) was prins van het vorstendom van Minsk.
Gleb was de zoon van Vseslav van Polotsk, prins van Polotsk en in 1068/1069 ook grootvorst van Kiev. Gleb werd in 1101 prins van Minsk. Hij was regelmatig in conflict met zijn buren: in 1104 werd hij in Minsk belegerd door de vovoide Poetjata, Oleg van Tsjernihiv en Jaropolk II van Kiev. In 1106 nam hij deel aan plundertochten tegen de Semgallen, waarbij Gleb en Rogvolod van Polotsk grote verliezen leden.
In 1116 plunderde Gleb de stad Sloetsk en kwam daarmee in strijd met de familie van Vladimir Monomach. Vladimir viel Gleb aan met de steun van een aantal Russische prinsen. Zij veroverden Orsja en Droetsk (bij Mahiljow), en belegerden Minsk. Na onderhandelingen werd vrede gesloten. Gleb kon het echter niet laten om de bezittingen van andere Russische prinsen te plunderen en werd in 1119 door Mstislav I van Kiev gevangengenomen en meegevoerd naar Kiev. Vladimir nam hem zijn vorstendom af en dwong Gleb om met zijn gezin in Kiev te blijven. Gleb overleed hetzelfde jaar in Kiev.
Gleb was getrouwd met Anastasia Jaropolkovna (1074 - 8 januari 1159), dochter van Jaropolk van Toerow en Kunigunde van Weimar (ca. 1050 - 8 juni 1140). Gleb en Anastasia hadden de volgende kinderen:
- Rostislav (ovl. 1165), prins van Minsk (1146–1165) en prins van Polotsk (1151–1159), gehuwd met Sofia, dochter van Jaroslav van Wolynië;
- Volodar (ca. 1115 - na 1186), prins van Hrodna (1146–1167), prins van Minsk (1151–1159) en (1165–1167), en prins van Polotsk (vanaf 1167), gehuwd met Rikissa van Polen;
- Vsevolod (ovl. ca. 1160), prins van Izjaslav (1151–1159), prins van Strezev (1159–1162);
- Izjaslav (ovl. 1134).